# Charles-François Dupuis

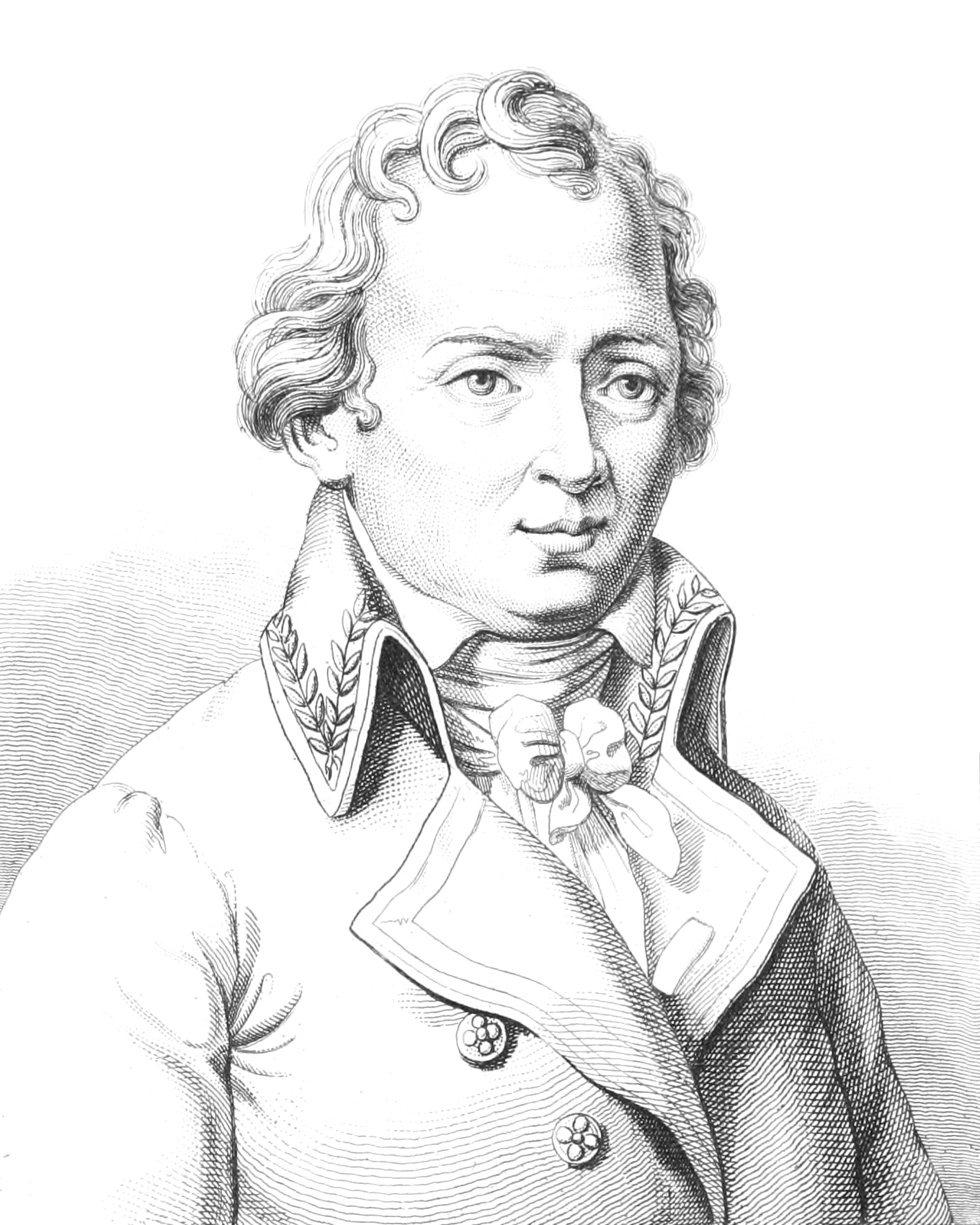
Charles-François Dupuis

Charles François Dupuis (n. 26 octombrie 1742 la Trie-Château - d. 29 septembrie 1809 la Échevannes, Côte-d'Or) a fost un om de știință, profesor francez.
A studiat dreptul în particular și a devenit avocat în 1770.
De asemenea, a avut preocupări în domeniul matematicii.
A fost și activist politic.
În 1778 a înființat un telegraf, care a fost perfecționat de Chappe.
A studiat latina la Colegiul de la Roche-Guyon, apoi filozofia la Collège d'Harcourt din cadrul Universității din Paris.
La 24 de ani a fost numit profesor agregat universitar, apoi profesor de retorică la Collège de Lisieux (din cadrul aceleiași prestigioase universități), continuând concomitent studiul dreptului.
Matematica a constituit o preocupare majoră, mai ales după ce a urmat cursurile lui Jérôme Lalande, cu care mai târziu a legat o strânsă relație de colaborare.
Prin intermediul lui Nicolas de Condorcet, i se oferă o catedră la Berlin și un loc la Academia Franceză.
În timpul Terorii Iacobine se retage la Evreux, ca apoi să fie rechemat la Paris pentru a face parte din Convenția Națională.
În această calitate, a propus înființarea Școlii Centrale, a promovat libertatea presei și transparența modului de administrare a finanțelor publice.
În 1799 a fost ales președinte al Corpurilor Legiuitoare și candidat pentru Senat din partea partidului conservator.
De asemenea, a fost numit membru al Legiunii de Onoare.
În 1809 a părăsit scena politică și s-a retras într-o fermă din Dijon, unde și-a petrecut ultimii ani din viață.

## Scrieri
Una din lucrările sale valoroase este: Mémoires sur l'origine des constellations et sur l'explication de la fable par le moyen de l'astronomie, apărută în 1781.
Dupuis mai publicat diverse lucrări despre cosmogonie privind popoarele vechi și noi, despre enigmele religiei grecești și ale tuturor celorlalte religii ale antichității.